# اسلونسکی کوپو
اسلونسکی کوپو (به انگلیسی: Slovenský kopov)، نام یکی از نژادهای سگ است که خاستگاه آن به اسلواکی بازمی‌گردد.